# 4 Pułk Ułanów (Cesarstwo Niemieckie)

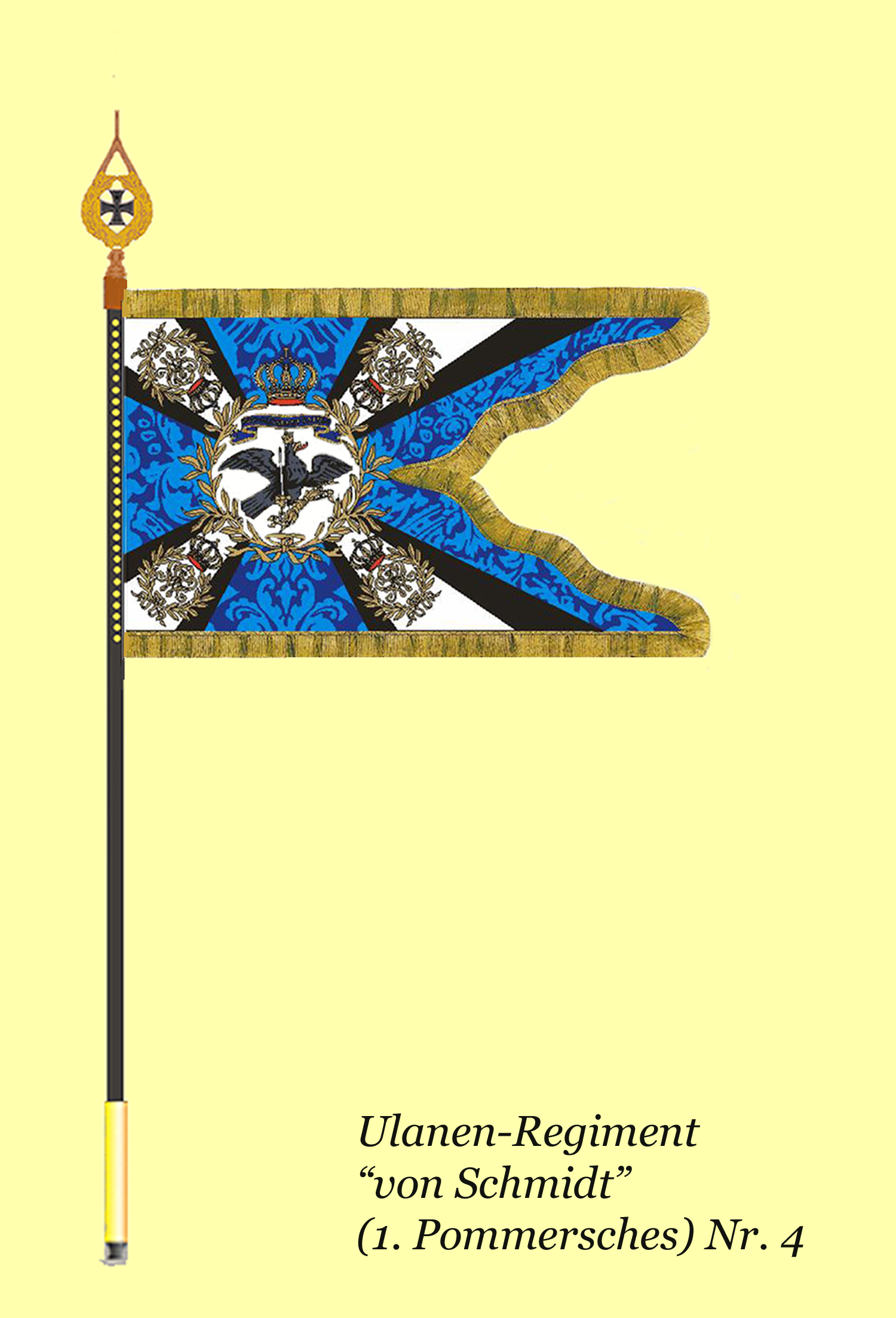
Chorągiew pułku

4 pułk ułanów im. von Schmidta (1 Pomorski  (niem. Ulanen-Regiment Nr. 20)  – pułk kawalerii niemieckiej okresu Cesarstwa Niemieckiego.

## Charakterystyka
Pułk został sformowany 7 marca 1815. Stacjonował w Toruniu . Wchodził w skład XX Korpusu Armijnego .

 Wiosną 1914 był w strukturze 41 Brygady Kawalerii z 41 Dywizji Piechoty.

2 października 1916 oddział przeorganizowano w spieszony pułk kawalerii.